# Вечірня
Вечі́рня, або вече́рня (грец. Ὁ Ἑσπερινός; лат. Vesperae) — християнське спільнотне богослужіння, що традиційно правиться біля дев'ятого часу дня, лічачи від сходу сонця, тобто ввечері. Вечірня сягає ранніх століть християнства і правиться у всіх історичних церквах, що бережуть апостольське передання, а також у «традиційних» протестантських спільнотах (лютеранство, англіканство). Деякі пісні вечірні мають досить древнє походження й сходять до перших століть християнства.

## Термін
Українська назва служби «вечірня», разом з давнішим «вечерня», походить од слова «вечір». 
«Вечерня» — запозичення з церк.-слов. вечернѧ, відмінюється (як і «утреня») як іменник I відміни. Власне укр. «вечірня» може відмінюватись як іменник I відміни (род. відм. вечі́рні) або як прикметник м'якої групи (род. відм. вечі́рньої).

## Історія виникнення й розвитку

### Старозавітні корені
Закон Мойсея заповідав правлення двох громадських жертвопринесень — увечері та вранці. Згідно з 2 М. 29:38–43 у жертву приносилися один однолітній агнець без пороку, хліб, єлей і вино. До цих жертв приєднувалося принесення фіміаму (2 М. 30:7–8). Увечері старозавітні священники запалювали світильник у скинії зібрання, а вогонь у ньому мав підтримуватися до ранку і зранку поновлюватись (2 М. 27:20–21). Такий порядок жертвоприношень, запалення світла, кадильна жертва, та жертва ягнятка, зберігався в Єрусалимському храмі до його руйнування в 70 р.
Разом з тим, пророки вказували, що молитва Богові не менш цінна, ніж жертвопринесення й кадіння. Давид молив: «Нехай стане молитва моя яко кадило перед лицем Твоїм, підношення рук моїх — яко жертва вечірня!» (Пс. 140:2).
Оскільки перші єрусалимські християни продовжували додержувати закону Мойсея, їхні вечірні богослужіння могли надихатися храмовим богослужінням. Надалі, єрусалимські християнські традиції, базовані на осмисленні старозавітнього богослужбового культу у світлі постаті Ісуса Христа, поширювалися в інших помісних церквах. Зокрема, у більшості богослужбових традицій існували й/або зберігаються обряди благословення вечірнього світла (паралель із запалюванням світильника в скинії), спів світильного псалма, кадження, пов'язане на вечірні зі співом 140 псалма, та благодарственні молитви, центром яких є Христос, що замінили собою жертвоприношеня ягняти.

### Агапа
Крім старозавітних коренів вечірня має й новозавітну першооснову — агапу. У перші століття християнства євхаристія з'єднувалася з агапою, але, починаючи з II століття на Заході, і з III століття на Сході, відбувається відділення Вечері Господньої від звичайної трапези. Відділена від євхаристії, агапа поступово здобувала власний чин. Уперше особливий чин агапи згадується Тертуліаном:

У нас існує рід каси… зібране… вживається для їжі й поховання бідних, для виховання сиріт, для старців… Що б не коштували вечері наші, вигода в тім, що ми тратимося в ім'я благочестя на незаможних, тому що ми приносимо їм користь частуванням… Ми сідаємо за стіл не інакше, як помолившись Богові; вкушаємо стільки, скільки потрібно для угамування голоду; п'ємо як личить людям, що строго дотримують помірність і тверезість… розмовляємо, знаючи, що Бог усе чує. Після обмивання рук і запалювання світильників, кожний викликається на середину оспівати хвалебні пісні Богові, узяті зі Священного Писання або ким-небудь складені. Вечеря закінчується, як і почалася, молитвою.
— Тертуліан. «Апологетика», гл. 39
Із цього уривка видно, що на благодійній трапезі співали гімни, молилися, а також запалювали світильники, що вже прямо ріднить агапу з вечірнею.
В Александрійській церкві розрив євхаристії з агапою відбувся в III столітті. Климент Александрійський (помер у 215 році) ще не розрізняє їх, а вже його учень Ориген згадує агапи тільки як поминальні й благодійні обіди:

Ми здійснюємо пам'ять святих і батьків наших… Коли здійснюється пам'ять їхня, ми призиваємо благочестивих разом зі священиками й пригощаємо вірних. При цьому ми живимо бідних і незаможних, удів і сиріт — так, щоб свято наше служило на спогад і заспокоєння душі, пам'ять якої здійснюється.
— Оріген. «Тлумачення на книгу Іова»
Остаточно агапа деградувала в результаті державного визнання християнства, після чого в Церкву линув потік колишніх язичників. У цих умовах агапи вироджувалися у звичайні пиятики, позбавлені всякого благочестя. Іван Золотоустий ще дозволяв збиратися для поминальної трапези на могилі мученика, а Амвросій Медіоланський заборонив агапи в Мілані, про що свідчить у «Сповіді» (6:2) Аврелій Августин. У Карфагенській церкві агапи були скасовані собором 419 року, а на латинському Заході вони протрималися ще кілька століть (їх забороняли послідовно Літихський собор 743 року, Ахенський собор 846 року).
Зникнувши з богослужбової практики, агапа залишила ряд слідів у богослужінні:
- благословення хлібів, вина і єлею на великій вечірні,
- благословення артоса на пасхальній утрені і його наступна роздача вірним,
- благословення великодньої трапези (пасок, яєць),
- дотримуваний у монастирях чин панагії, а також невигубні самочинні поминки, що мають цілком церковну першооснову (чин над кутею на згадку покійних)[4].

Винесення агапи за межі богослужіння привело до виникнення властиво вечірні.

### Виникнення вечірні
Перший чин властиво вечірні знаходимо в «Апостольському Переданні Іполита Римського» (середина III століття). Структура первісної вечірні схематично виглядає так:
- На спільній вечері, після приходу єпископа, диякон вносить у збори світильник;
- єпископ благословляє вірних «Господь із вами» і призиває «Благодарім Господа» (схоже з євхаристійним каноном), після відповідного народного вигуку «Достойно і праведно є» читає молитву на благословення світла;
- Після вечері, всі встають на молитву;
- Отроки і діви мовлять псалми;
- Диякон мовить аллилуйний псалом взявши змішану чашу з вином і водою;
- Єпископ мовить псалом «який личить до чаші», а на стихи псалма всі відповідають «аллилуя»;
- По закінченні псалма всі мовлять «аллилуя», а єпископ благословляє чашу і роздає хліб всім вірним.

«Апостольські постанови» (IV століття) докладно описують добове коло християнських богослужінь. Більшість із них ще були особистими моліннями, але вечірня служба дев'ятого часу «більшим молінням і більшим благословенням», що піднімає її над попередніми часами. «Апостольске передання» і «Апостольські постанови» дають майже тотожний текст вечірньої молитви єпископа, адже «Апостольскі постанови» використовували текст «Апостольского передання»:
Дякуємо Тобі, Господи, через Сина Твого Ісуса Христа, Господа нашого, через Якого Ти просвітив нас, виявляючи нам світло нерушиме. І тому що ми провели день і прийшли до початку ночі, насичувалися денним світлом, що Ти створив для нашого задоволення й тому що нині по Твоїй милості не маємо нестачі у вечірньому світлі, то ми вихваляємо й славимо Тебе через Сина Твого Ісуса Христа…
Таким чином одна з основних ідей вечірні: запалений посеред нічної тьми світильник символізує Христа, що став для Своїх вірних Сонцем правди й Світлом Істини. У IV столітті, коли християнство було остаточно визнане в Римської імперії, вечірня стрімко перетворюється в одне з основних спільнотних богослужінь. Вказівки на вечірню зустрічаються в Євсевія Кесарійського, Василя Великого, Григорія Ніського. Опис вечірні в Єрусалимській церкві кінця IV століття наводиться в «Паломництві Егерії», а в Антіохійській — в «Апостольських постановах». Зокрема, Етерія повідомляє, що світильник вносився в храм Воскресіння з Гробу Господнього, що вказує на формування майбутньої церемонії Благодатного вогню.
У IV столітті імовірно вже існував гімн «Світе тихий», що супроводжує вечірній вхід зі світильником. Василь Великий (помер у 379 році) згадує , можливо, саме цей піснеспів:

Батьки наші не бажали в мовчанні приймати благодать вечірнього світла, але при явленні його негайно й дякували… народ виголошує древню пісню… А якщо кому відома й пісня Афіногена… то він знає, яку думку про Духа мали мученики.
— Василь Великий. «Про Святого Духа до Амфілохія», гл. 29
На підставі цих слів у грецьких Церквах прийнято приписувати авторство «Світе тихий» священномученику Афіногенові Севастійському, і так вона підписана в грецьких богослужбових книгах. Тим часом, є підстави вважати, що цей гімн ще більш древнього походження й сходить до Григорія Неокесарійського (середина III століття). У кожному разі, «Світе тихий» є найдревнішою з не-біблійних пісень вечірні.

### Подальший розвиток
У V столітті в результаті христологічних суперечок спілкування з Православною церквою розірвали давньосхідні церкви, розвиток їх літургіки йшов надалі незалежно від традиції візантійського обряду. Своїм шляхом пішов також розвиток латинських обрядів на Заході. Надалі описується розвиток тільки вечірні візантійського обряду.
Вирішальний вплив на формування вечірні в сучасному вигляді зробила з одного боку традиція Єрусалимської церкви і палестинського чернецтва, а з іншого боку традицією Св. Софії, та монашества Константинополя. Єрусалимську вечірня V–VII століть, можливо можна реконструювати завдяки вірменському і грузинському перекладам Лекціонарія й Часослова: читаються степе́нні — псалми 18 кафізми (119–133, вони збереглися на своєму місці на літургії передосвячених дарів), співаються або читаються «Сподоби, Господи» і пісня Симеона Богоприємця, Трисвяте і «Отче наш» (між ними поміщалася молитва, з якої родилася сучасна «Пресвята Трійце»), а також 120 псалом із гімнографічними приспівами (з яких родилися сучасні стихо́вні стихири).
Найдавніший із грецьких рукописів палестинського Часослова Sin.gr.863 (IX століття) містить: псалом (103), степе́нні псалми, які сьогодні є 18 катизмою псалтиря, «Господи, візвав» (140, 141, 129 і 116 псалми, але ще без стихир), «Світе тихий», змінні щодо дня тижня стихи писання з приспівом «аллилуя», «Сподоби, Господи», пісню Симеона Богоприємця, Трисвяте, «Отче наш». Можливо, що монахи з Вітинії, яких запросили відроджувати життя акімітського монастиря Студіон в Константинополі, принесли саме палестинський тип звершення богослужіння, в тому числі і вечірні. В подальшому відбувались взаємовпливи між студійським монастирем, традиціями акімітів, та церквою Св.Софії. Молитви пісенного послідування церкви Св.Софії сьогодні є частиною палестинського типу вечірні. У період IX–XII століття у Студійському монастирі створюється велика кількість гімнографії на буденні дні.

## Православ'я (візантійський обряд)

### Час здійснення
За своїм змістом вечірня повинна звершуватись ввечері. Треба зазначити, що вечірня є першим богослужінням добового кола, так що літургійна тема кожного дня починається напередодні саме на вечірні. Винятком є дні Страсного тижня (богослужбовий день починається з ранньої і завершується повечір'ям), Світла Неділя (перша пасхальна служба починається з опівнічниці), навечір'я Різдва Христового і Богоявлення (день починається ранньою і закінчується вечірньою, сполученою з літургією), Різдво Христове й Богоявлення (день починається з повечір'я).
У парафіяльній практиці Української православної церкви вечірня зазвичай об'єднана з ранньою, остання тим самим переміщена на вечір попереднього дня, у практиці Української греко-католицької церкви, вечірня зазвичай звершується ввечері окремо від ранньої, а рання звершується зранку. У сучасній практиці грецьких церков вечірня правиться ввечері, а рання — уранці, перед літургією. Винятки з цієї практики пропонуються Типиком:
- будні дні Великого посту й особливі пісні дні: Великі понеділок, вівторок, середа, четвер і субота. У цих випадках вечірня з'єднується з часами і зображальними (вони передують їй), а потім переходить у літургію (у середу й п'ятницю шести тижнів Великого посту та в перелічені особливі пісні дні).
- Вечірня Великої п'ятниці приурочена до дев'ятого часу, лічачи від сходу сонця (години хресної смерті Спасителя), і опиняється в середині дня (близько 14–15 години).
- Вечірня в день П'ятдесятниці відправляється одразу після літургії, тобто в середині дня.
- У разі, якщо навечір'я Різдва Христового й Богоявлення збігаються з будніми днями, то вечірня з'єднується з часами її зображальними (що передують їй), а потім переходить у літургію.
- У разі, якщо навечір'я Різдва Христового й Богоявлення збігаються з суботою або неділею, то вечірня правиться не перед літургією, а після неї, тобто в середині дня.

### Види
- Щоденна вечірня (чин викладений у 9-й главі Типика) — має служитися в дні, коли на них не випадають свята з полієлеєм або Всенічною. Може бути напередодні святкових днів лише тоді, коли вони трапляються в Сирну седмицю і в седмиці Великого посту[2].

- Велика вечірня (Типик, гл. 7) — вечірня святкова; правиться напередодні свята (Всенічної або полієлейного), увечері в Сиропусний тиждень і всі неділі Великого посту, у день Антипасхи ввечері, напередодні переполовинення святої П'ятдесятниці,[10] напередодні Віддання Пасхи, на Новоліття (13 вересня) (за сучасною парафіяльною практикою служба Новоліття відбувається в цивільний Новий рік, тобто 31 грудня). Велика вечірня відбувається у Світлу седмицю щоденно, але без кафизми й паремії, у День Святої Трійці після літургії. Велика вечірня також з'єднується з літургією Передосвячених Дарів і, у деяких випадках — з літургією Василія Великого (у навечір'я (Святвечір) Різдва Христового і Богоявлення (крім випадків, коли ці дні випадають на суботу або неділю — у цім разі літургія Василія Великого відправляється в саме свято Різдва або Богоявлення), у Великий Четвер і Велику Суботу) або з літургією Івана Золотоустого (якщо Благовіщення випадає на один із седмичних днів Великого посту).

- Мала вечірня — див. нижче.

- Літургія напередосвячених дарів — вечірня, доповнена численними літургійними елементами, що на ній вірні причащаються раніше освяченими Святими Дарами. Служиться в середу й п'ятницю перших шести тижнів Великого посту, у четвер п'ятого тижня Великого посту, Великі понеділок, вівторок і середу.

У традиції деяких Православних церков, у тому числі Української, напередодні днів, коли згідно з Уставом «служиться бдіння (пильнування)», Велика вечірня з'єднується з ранньою та Першим часом і входить до складу Всенічної.

### Велика й щоденна вечірня
Послідовність у наведеній таблиці не містить послідовності чину литії.
| Велика вечірня | Коментарі до щоденної вечірні |
| --- | --- |
| Кадіння храму відбувається настоятелем мовчки при відчинених Царських вратах. У парафіяльній практиці безмовне кадіння відбувається тільки у вівтарі, а весь храм і молільників кадять під час наступного співу передпочаткового псалма. | Кадіння немає. |
| При відчинених Царських воротах диякон піднімає свічу (залишок стародавнього звичаю внесення світильника в богослужбові збори), виголошуючи: «Прокиньтеся». Народ (або крилас) відповідає: «Господи, благослови». | Пропускається. |
| Виголос «Слава святій і єдиносущній і животворчій і нероздільній Тройці, завжди, нині, і повсякчас, і навіки віків». | Звичайний виголос: «Благословенний Бог наш…», а потім звичайний початок. |
| Трикратний заклик «Прийдіть, поклонімось Цареві нашому Богові», співається кліриками. Завершується четвертим «Прийдіть, поклонімось і припадімо до Нього». | На щоденній вечірні виконується трикратно читцем. |
| Спів початкового 103 псалма про створення світу згідно з Типиком починається настоятелем, а потім продовжується поперемінно двома хорами; у парафіяльній практиці виконується хором, а настоятель у цей час кадить храм і тих, що моляться. | 103 псалом читається, а не співається. |
| Священник таємно (про себе, тихо) читає сім світильничних молитов перед відчиненими Царськими воротами. Спочатку в константинопольській соборній практиці ці молитви було розкидано по всьому тексту вечірні, але потім Єрусалимський устав зібрав їх воєдино і пристосував до передпочаткового псалма. Назва «світильничні» не відображає змісту молитов, але нагадує про звичай запалювання (або внесення) вечірнього світильника. | На щоденній вечірні вони вимовляються під час читання початкового псалма перед зачиненими Царськими воротами.                                                                                          |
| Велика єктенія (уперше формулюється в Апостольських постановах IV століття). Виголошується дияконом або священником (коли диякона немає): «В мирі Господеві помолімся…» Складається з 12 прохань. | |
| Стихослов'я (спів) кафизми (кілька псалмів). Залежно від дня тижня, свята й пори року кафизми змінюються, але в парафіяльній практиці на недільних і святкових вечірнях співається «Блажен муж» — складений спів з віршів 1, 2 і 3 псалмів, а під час Великого посту читається 18-та кафизма (119–133 псалми). Увечері в неділі й свята кафизма скасовується за Типиком. | У парафіяльній практиці на щоденній вечірні катизма може опускатись. |
| Мала єктенія. | Опускається якщо не було катизми |
| «Господи, візвав» — співаються й/або читаються псалми 140, 141, 129 і 116 із стихирами (залежно від дня тижня, свята й пори року їх може бути 3, 6, 8 або 10, звідси походить назва служб «на шість», «на вісім»). У цей час диякон робить повне кадіння вівтаря й храму. У парафіяльній практиці співається менша кількість стихир, достатня для кадіння храму. Стихира на «Слава» називається наславником, на «і нині» — богородичний. Богородичні на недільній вечірні містять догматичне визначення Халкідонського собору про дві природи у Христі й тому називаються догматиками. Крім догматиків, відомі й інші стихири на «і нині», наприклад, приписувана Касії стихира Великої середи, «Нині благодать Святого Духа нас зібрала…» Вербної неділі тощо. | |
| \| Під час співу догматика відбувається вечірній вхід кліриків із кадилом (і Євангелієм, якщо на вечірні належиться його читання). На чолі процесії йдуть свічоносці з запаленими свічами (ще одне нагадування про внесення світильника в богослужбові збори, з якого властиво й зародилася вечірня[2]). Священник тихо промовляє молитву входу й благословляє вхід, після цього диякон виголошує «Премудрість, прости!», призиваючи всіх бути уважними. \| | На щоденних вечірнях (за винятком тих, що здійснюються ввечері в Прощену неділю і п'ять неділь Великого посту) пропускається. Винятки пов'язані з тим, що в зазначені дні співається великий прокимен. |
| Спів «Світе тихий» — найдавнішого з небіблійних гімнів вечірні. | |
| Спів вечірнього прокимена, одного з семи відповідно до дня тижня. Винятки: великі прокимени, що співаються у вечори дванадесятих Господніх свят (крім Вербної неділі), Антипасхи, Прощеної неділі і п'ять неділь Великого посту. | |
| Читання паремій. Виконується тільки у великі (у тому числі дванадесяті), храмові свята, у дні пам'яті деяких святих, у будні дні Великого посту, в усі дні Страсного тижня, у навечір'я Різдва Христового і Богоявлення. | |
| Сугуба (посилена) єктенія (відома з IX-X ст., у своєму сучасному вигляді встановилася до XV ст.). | Пропускається. |
| Спів вечірньої молитви «Сподоби, Господи, в вечір цей без гріха зберегтися нам…» — перифраз біблійних віршів Дан. 3:26, Пс. 32:22, Пс. 118:12, Пс. 137:8, відома на Сході в VII ст., а первісний текст перебуває в «Апостольських постановах» (IV ст.). | Тут читається. |
| Прохальна єктенія (практично в сучасному вигляді наводиться в «Апостольських постановах», примітно, що вона знаходиться там саме в чині вечірні й ранньої, і, отже, в літургію її було введено пізніше). Виголос священника після єктенії: «Бо благий і Чоловіколюбець Бог єси…». Хор: «Амінь». Священник: «Мир усім». Хор: «І духові твоєму». Священик починає таємно читати молитву головоприклонення: «Господи Боже наш, що прихилив небеса і зійшов на спасення роду людського», що замінила древнє покладання єпископом рук на кожного з тих, що моляться. У цей час: Диякон: «Голови ваші Господеві приклоніть». Хор: «Тобі, Господи». Священник: «Нехай буде держава Царства Твого…».                                                                    | |
| Спів «стихо́вних стихир». | |
| «Нині відпускаєш», тобто Пісня Симеона Богоприємця Лк. 2:29-32. | |
| Трисвяте, «Пресвята Тройце», «Отче наш». | |
| Спів тропарів. Тропарі свята або святого з Мінеї, «Слава, і нині», богородичний з III додатка Мінеї після гласу тропаря. На недільному пильнуванні тут «Богородице Діво, радуйся» 3 рази. На пильнуванні в інші дні тропар святому двічі, «Богородице Діво, радуйся» 1 раз. | Тропар святому з Мінеї, «Слава», тропар другому святому, якщо є, «і нині», богородичний з IV додатка Мінеї а) після гласу першого тропаря, або б) після гласу «Слави», якщо є другий тропар.           |
| Трикратне «Нехай буде благословенне ім'я Господнє віднині і довіку» (Пс. 112:3) і псалом 33 (точніше його перші вірші Пс. 33:2–11, «Благословлю Господа повсякчасно…» — співаються або читаються, у будні дні Великого посту псалом читається повністю). Священник: «Благословення Господнє на вас…». Хор: «Амінь». | Сугуба єктенія. Вигук священика після її закінчення: «Яко милостивий і Людинолюбець Бог єси…». |
| | Диякон: «Премудрість». Хор: «Благослови». Священник: «Благословенний Христос…» Хор: «Амінь», «Утверди, Боже…»                                                                                          |
| Під час співу догматика відбувається вечірній вхід кліриків із кадилом (і Євангелієм, якщо на вечірні належиться його читання). На чолі процесії йдуть свічоносці з запаленими свічами (ще одне нагадування про внесення світильника в богослужбові збори, з якого властиво й зародилася вечірня). Священник тихо промовляє молитву входу й благословляє вхід, після цього диякон виголошує «Премудрість, прости!», призиваючи всіх бути уважними. | |

### Особливості деяких вечірень
- На Всенічних (на дванадесяті, великі й храмові свята, а також у неділі) до складу вечірні залучається литія із благословенням хлібів, вина й єлею (рудимент агапи).

- Численні особливості має велика вечірня Великої п'ятниці, під час якої відбувається винос плащаниці.

- Цілком особливим різновидом вечірні є літургія Напередосвячених Дарів.

### Мала вечірня
Нині збереглася тільки в монастирській практиці й займає місце звичайної вечірні в ті дні, коли правиться Всенічна. У такі дні звичайна «повна» вечірня відбувається пізніше й з'єднується з ранньою, а її звичайне місце в часі займає мала вечірня. Вона являє собою скорочення щоденної вечірні: пропускаються світильничні молитви, усі єктенії (крім сугубої), кафизма; скорочено прокимен і стихири на «Господи, візвав».

## Давньосхідні церкви

### Вірменський обряд
Як правило, вечірня правиться напередодні недільних і святкових днів, але пропускається в будень. Послідовність чинів схожа з єрусалимською кафедральною вечірнею V-VII століття. У складі вірменської вечірні є:
- «Отче наш»
- уривок з 54 псалма («Я кличу до Бога, і Госпо́дь урятує мене: у ве́чорі, вра́нці й опі́вдні я скаржусь й зітхаю, — і Він ви́слухає мого го́лосу!» (Пс. 54:17–18)
- псалом 85 (перейшов зі служби дев'ятого часу)
- «Господи, візвав» (у вірменському варіанті це 139, 140 і 141 псалми)
- «Світе тихий»
- благословення вечірнього світла й заступницькі молитви
- прокимен
- благальна єктенія
- Трисвяте, псалом 120 із тропарем, «Отче наш» і відпуст.[2]

### Східно-сирійський обряд
В Ассирійській церкві Сходу вечірня здійснюється щодня, існує щоденна й недільна (святкова) вечірня. Остання містить у собі:
- кілька псалмів і гімн, що перейшли у вечірню з дев'ятого часу
- приношення свіч і фіміаму з гімном «До Тебе, Господи»
- «Господи, візвав» складається з 140, 141, 118, 105–112 і 116 псалмів з «Алилуя» і антифоном
- благальна єктенія
- Трисвяте і благословення народу
- процесія з антифоном, «Алилуя» і «Отче наш».

Щоденна вечірня набагато коротша й складається із Трисвятого, вечірнього антифону, «Алилуя» і процесії з антифоном мученикам.

### Західно-сірський обряд
Вечірня відправляється щодня разом з дев'ятим часом. Після початкових молитов, молитви дня й респонсорійного псалма (аналога прокимена) співаються «Господи, візвав», що складаються з 140, 141, 118, 105–112 і 116 псалмів з «Алилуя» і антифоном (як у східно-сірському обряді). Характерна «седра» (молитва фіміаму) — особлива молитва, що супроводжує кадіння (збереглася і в літургії апостола Якова).

### Коптський обряд
У Коптській церкві збереглася древня послідовність чинів вечірніх зборів, що містить властиво вечірню, псалмодії і вечірнє кадіння. У сучасній практиці вечірні збори відбуваються тільки напередодні дня, у який належиться літургія.
Коптська вечірня сягає єгипетської чернечої практики IV-V століть і вирізняється винятковою простотою. Вечірня складається з початкових молитов, 12 незмінних псалмів (з 116-го по 128-й псалом, без 118-го), читання Євангелія, тропарів, багаторазового «Господи, помилуй», Трисвятого, «Отче наш» і відпусту.
Псалмодія містить у собі початкові молитви, псалом 116, хвали́тні псалми (148-150) і гімни.
Вечірнє кадіння, на відміну від вечірні, має складний чин і походить від давнього кафедрального богослужіння. До складу вечірнього кадіння входять: початкові молитви; молитви до Богородиці та святих; «молитва кадила»; перше кадіння й заступницькі моління; Трисвяте, «Отче наш»; піснеспіви й Символ віри; друге кадіння; благословення хрестом і свічами; єктенія; читання Євангелія з попередньою молитвою й «Алилуя»; третє кадіння; «молитва розрішення»; поклоніння Хрестові й Євангелію; заключне благословення.

### Ефіопський обряд
У старовині вечірня правилася щодня, у сучасній практиці — напередодні свят і в період Великого посту. Святкові й великопісні вечірні схожі, але існують і деякі відмінності. Спільний порядок вечірні такий:
- початкові молитви
- триразово повторювана послідовність чинів (прохання, псалом із приспівом і гімн); на святкових вечірнях використовуються 23, 92 і 140 псалми, а на великопісних — перші два міняються щодня, а замість 140-го читається покаянний псалом 50
- подячна вечірня пісня
- читання Апостола
- пісня трьох отроків (скасовується у Великий піст) із наступним гімном
- читання Євангелія
- вечірні молитви й стихири на псалми 101 і 84
- троєкратна молитва до Христа
- заключне благословення
- славослів'я, Символ віри, «Отче наш» і відпуст.[2]

## Католицизм (римський обряд)
Вечірня входить до складу служб Літургії часів. Структура вечірні в латинському обряді дуже відмінна від структури у візантійському.
У латинському обряді порядок правлення вечірні пройшов складну еволюцію. У результаті літургійних реформ Другого Ватиканського собору чин вечірні став таким:
- гімн,
- 2 псалми й пісня з Нового Завіту (початково 5 псалмів),
- коротке біблійне читання, після якого може бути проповідь,
- відповідь (респонсорій),
- пісня Богородиці з антифоном (Магніфікат),
- прохання, що завершуються молитвою Господньою,
- заключна молитва й відпуст.

## Протестантизм

### Evensong— вечірня в Англіканській церкві
У ході англійської Реформації архієпископ Кентерберійський Томас Кранмер видав обов'язкову для реформованої Англіканської церкви Книгу спільних молитов (перший варіант — 1549, другий — 1552), що містить, у числі інших, вечірню. Англіканська вечірня (англ. evening prayer або англ. evensong) була утворена в результаті переробки католицьких вечірні й повечір'я. У 1662 році була видана нова Книга спільних молитов, що формально залишається головною богослужбовою книгою дотепер.
Послідовність чинів англіканської вечірні — див. Вечірня (в Англіканській церкві).
Щоденне чинення вечірні обов'язкове для кліриків, але в перші століття Реформації це богослужіння дійсно відбувалося у всіх парафіяльних церквах. Тепер вечірня щодня правиться тільки в кафедральних соборах. Вечірня молитва використовується мирянами в основному як особисте молитовне правило, для кліриків її звершення як і раніше обов'язкове.

### Лютеранство
Спочатку вечірня зберігалася у структурі реформованих богослужінь. Лютер сам позитивно ставився до цієї служби, кажучи, що вона не містить нічого, крім Слова Божого, гімнів і молитви. Він тільки замінив «малі капітули» римського бревіарія на читання текстів із Біблії рідною мовою. Древні мелодії для антифонів і кантиків були надалі адаптовані для євангелічного богослужіння. Крім цього, рекомендувалося перед службою дзвонити в дзвони (нім. kleine glocken). Проте, у складі веспера (нім. Vesper — вечірня) зберігалися досить великі фрагменти латинською мовою, що поступово призвело до зникнення вечірні з літургійної практики Євангелічної Церкви. У XIX столітті вечірня знову була введена до складу лютеранських послідовностей чинів, втім і тепер вона проводиться досить рідко.
Послідовність веспера включає спів псалмів, версикул, читання з Біблії й проповідь, кантики Магніфікат і Nunc dimittis, заключну молитву, Benedicamus і напутнє благословення.